# Комб, Шарль
Шарль Комб (26 декабря 1801, Каор — 10 января 1872, Париж) — выдающийся французский инженер и математик.
Учился в политехнической и горной школах. Получив звание горного инженера в возрасте 22 лет, он начал свою практическую деятельность на рудниках Фермини. В 1823 году ему были поручены обязанности ассистента при Сент-Этьенской горной школе, а в 1827 году он был назначен профессором той же школы. В скором времени Комб занял выдающееся положение в науке и сделался одним из главных руководителей рационально-практической деятельности французского правительства в области горного дела. Удостоившись в 1832 году звания главного горного инженера, он был призван занять профессорскую кафедру при горной школе в Париже.
При своих многосторонних практических занятиях Комб с 1837 года опубликовал ряд научных трудов, ставших известными в кругах учёных-инженеров его времени. В 1847 году Парижская Академия наук избрала его своим членом; в 1857 году он был назначен директором горной школы.